# Chiesa di Santa Maria Addolorata dei Franchis
La chiesa di Santa Maria Addolorata dei Franchis (detta anche Cappella De Franchis) è un luogo di culto cattolico di Napoli, in via Foria al civico 221.

## Storia e descrizione
L'edificio è in posizione angolare, tra via Tenore (dalla quale si raggiunge la vicinissima chiesa di Santa Maria degli Angeli alle Croci) e via Foria; fu eretta nel XVIII secolo dalla famiglia De Franchis come cappella del proprio attiguo palazzo.

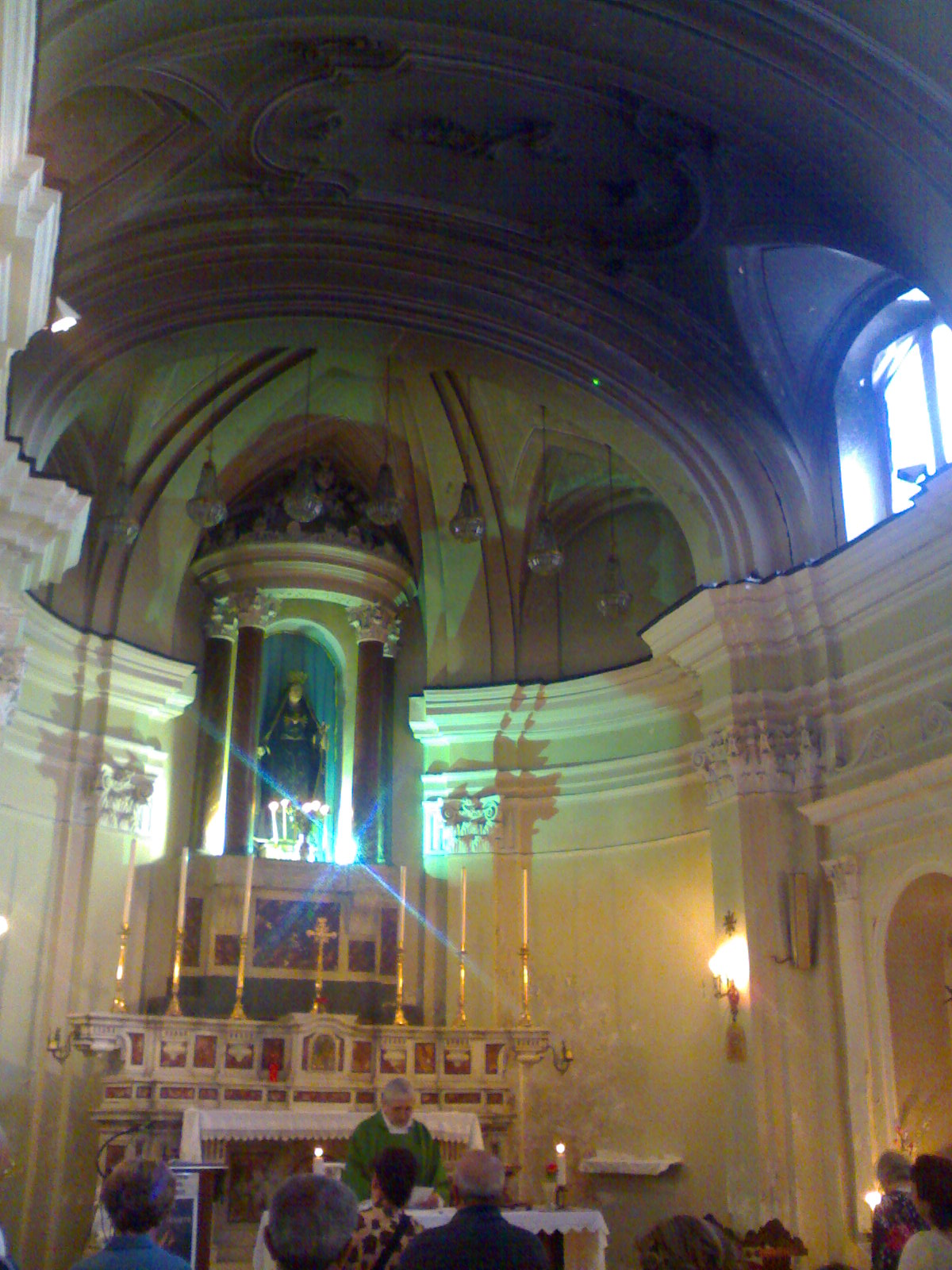
Scorcio dell'interno

La chiesa presenta una facciata semplice con portale in piperno, sormontato da un finestrone con profilo arcuato e costruito, anch'esso, in pietra vulcanica. Ai lati si aprono tre finestre, di cui una risulta murata, mentre, l'interno, a pianta centrale, dovrebbe custodire delle tele di mediocre fattura dedicate all'Addolorata, alla Vergine delle Grazie e a San Mattia. Sempre all'interno è presente una riproduzione della Grotta di Lourdes.
La chiesa è solitamente chiusa, ma ogni domenica alle 10:45 vi si celebra la messa
La chiesa è stata danneggiata dal fumo proveniente dall'adiacente scala annerendone parte del soffitto.